# Virginie Desarnauts
Pour les articles homonymes, voir Desarnauts.
Virginie Desarnauts est une actrice française née le 23 avril 1974 à Toulouse.
Elle est connue pour son rôle de Virginie (la cousine de Justine et Hélène Girard), dans la série télévisée Premiers Baisers et ses suites, Les Années fac et Les Années Bleues.
Au cinéma, elle se fait connaître en jouant dans le film de 2004, Comme une image, d'Agnès Jaoui et Jean-Pierre Bacri, avec Marilou Berry, primé au Festival de Cannes.

## Biographie
Virginie Desarnauts est la fille de l'avocat et bâtonnier de Toulouse Bertrand Desarnauts et de Catherine Desarnauts. À 16 ans, elle remporte le concours « 20 ans » et entre dans l'agence de mannequin Karin models à Paris. Elle devient l'égérie de la marque de jeans Edwin. Elle enchaîne les contrats et couvertures de magazines de mode.
Tout en continuant sa carrière de mannequin et après avoir eu son bac, elle décide de suivre les cours de théâtre de Julie Vilmont. Elle intègre également l'École du Louvre pour y étudier la restauration d'œuvres d'art. Par la suite elle continuera à se former au théâtre avec Jean-Laurent Cochet et Pierre Delavène.
Elle est contactée pour passer une audition de la sitcom Premiers Baisers. Elle décroche le rôle en 1993, et fait ses premiers pas dans cette série à succès d'AB Productions, qui la fait connaitre du grand public. Elle poursuit son rôle dans les deux suites : Les Années fac et Les Années bleues, jusqu'en 1998.
En 2001, elle reprend son rôle de Virginie Girard dans la série Les Vacances de l'amour (dans les épisodes 34 à 40 de la saison 4). Son personnage, autrefois connu sous les traits d'une jeune fille de bonne famille, évolue, pour celui d'une jeune femme accusée de vol de bijoux et planifiant le cambriolage du coffre-fort d'une villa (Il s’avérera cependant que les apparences sont trompeuses).
Elle part à New York pour perfectionner son anglais et suivre les cours de Bob Mac Andrew. Puis, elle suit les cours de Jean-Laurent Cochet.
Elle intègre l'agence de Patrick Goavec, AAC, qui devient son agent. Elle maîtrise l'anglais et l'italien.

### Télévision
En 2000, elle décroche un contrat d'exclusivité en Italie pour l'opérateur italien Infostrada, et en devient l'ambassadrice au côté de l'acteur italien Fiorello. Ils tourneront ensemble plusieurs campagnes publicitaires et elle participera à de nombreuses émissions italiennes.
En 2003, elle tourne dans le téléfilm Pierre et Farid de Michel Favart, auprès de Victor Lanoux et Kamel Belghazi, pour le rôle principal féminin. C'est alors qu'elle est repérée par la directrice de casting Brigitte Moidon, qui prépare le prochain film d'Agnès Jaoui et Jean-Pierre Bacri. En 2006, elle joue auprès de Sophie Duez dans Laura, une saga (série d'été) de M6.
Elle joue le rôle récurrent de Gwen en 2008 dans la série événement de France 3, Disparitions de Robin Davis. En 2010, elle est l'héroïne de la saga La Maison des Rocheville, dans le rôle d'Eugénie de Rocheville, sur France 2, avec Aurore Clément et Thomas Chabrol. À cette occasion, elle est invitée sur le plateau de Michel Drucker dans Vivement dimanche. Toujours en 2010, elle joue le rôle de Caroline au côté d'André Manoukian dans Moi et ses ex, le téléfilm figure dans la catégorie coup de cœur du Festival de Luchon 2011[réf. nécessaire].
En 2011, elle joue dans le téléfilm historique Toussaint Louverture en deux parties, diffusé sur France 2, qui a rencontré un grand succès[réf. nécessaire] aux États-Unis, et reçu de nombreux prix.[réf. nécessaire]
En 2016, elle tient un des rôles principaux aux côtés de Richard Anconina dans La Loi de Christophe réalisé par Jacques Malaterre, pour France 3 et qui a été diffusé en octobre 2016 sur la chaine.

### Cinéma
En 1995, elle tourne dans Jefferson in Paris de James Ivory avec Gwyneth Paltrow, Nick Nolt, Greta Scacchi, Lambert Wilson. En 2004, c'est dans un film de Claude Lelouch, qu'elle est au cinéma, dans la suite des Parisiens, Le Courage d'aimer
En 2004, elle interprète la jeune épouse d'un célèbre romancier bougon, joué par Jean-Pierre Bacri dans Comme une image d'Agnès Jaoui. Le film est en compétition au Festival de Cannes. Pour la promotion du film, notamment, elle est invitée par Thierry Ardisson dans Tout le monde en parle (deux fois en avril 2004, et une autre fois en septembre 2004). La même année, elle est sélectionnée au Festival du film de Paris, dans la catégorie « nouveaux talents ».
En 2006, elle interprète Madame de Sévigné aux côtés de Lorant Deutsch, dans le film Jean de La Fontaine, le défi de Daniel Vigne.

### Théâtre
Elle joue dans la pièce de théâtre Oscar, adaptée par Éric Assous, mise en scène par Philippe Hersen, aux côtés de Pierre Delaveine et Bernard Farcy, et Lydie Muller.
Depuis 2020, elle est directrice artistique du Grenier Théâtre de Toulouse.

### Vie privée
Virginie Desarnauts s'est mariée en janvier 2014.

## Filmographie

### Cinéma
- 1995 : Jefferson à Paris de James Ivory : Une écolière
- 2004 : Comme une image d'Agnès Jaoui : Karine Cassard
- 2004 : Les Parisiens (Premier volet de la trilogie Le genre humain) de Claude Lelouch
- 2005 : Le courage d'aimer (Refonte du 1er volet de la trilogie inachevée Le genre humain) de Claude Lelouch
- 2006 : Jean de la Fontaine, le défi de Daniel Vigne : Madame de Sévigné
- 2011 : Ma bonne étoile d'Anne Fassio : La mère de Louise

### Télévision
- 1993-1995 : Premiers Baisers (série) : Virginie Girard
- 1994 : Les Intrépides (série), saison 2, épisode 2 : Intrépides contre intrépides : Lorraine
- 1995 : Le Miracle de l'amour, épisode Tendres adieux : Virginie Girard
- 1995-1997 : Les Années fac (série) : Virginie Girard
- 1997 : Les Vacances de l'amour, saison 3, épisode 3 : Money : Laura
- 1998 : Les Années bleues (série) : Virginie Girard
- 1999 : Island détectives (épisode 3 : Battling Jim) : Jill
- 1999 : Le G.R.E.C. (série) épisode  - Pour Sophie  d'Emmanuel Fonlladosa : Caroline
- 2001 : Les Vacances de l'amour, saison 4 épisodes de 34 à 40 : Virginie Girard
- 2002 : Pierre et Farid (téléfilm) de Michel Favart : Clothilde
- 2002 : Sous le soleil, saison 8, épisodes 39 et 40 : Fuir le bonheur et De père en fils : Anita, une prostituée
- 2003 : Les Cordier, juge et flic, épisode Le Chien de Charlotte : Alexandra
- 2005 : Laura : Le compte à rebours a commencé (mini-série) : Manon
- 2006 : Navarro, saison 18, épisode 1 : Mortelles violences : Ève Pelissier
- 2006 : L'ex de ma fille (téléfilm) de Christiane Spiero : Virginie
- 2006 : Le vrai coupable (téléfilm) : médecin à l'hôpital
- 2007 : Sœur Thérèse.com, épisode L'assassin est parmi nous :
- 2008 : Disparitions, retour aux sources, saison 1, épisodes 1 à 5 : Gwen Leroy
- 2008 : Femmes de loi, saison 9, épisode 3 : La vérité sur le bout des doigts : Lola Peretti
- 2008 : Sur le fil, saison 2, épisode 6 : Compte à rebours : Élodie Milan
- 2008 : Joséphine, ange gardien, saison 12, épisode 5 : Les braves : Alexandra
- 2009 : Section de recherches, saison 4, épisode 4 : Ennemis intimes : Mélanie Catiaux
- 2010 : Un bébé pour mes 40 ans (téléfilm) de Pierre Joassin : Julie
- 2010 : La Maison des Rocheville : Eugénie Froment De Rocheville
- 2010 : Dix jours pour s'aimer (téléfilm) : -
- 2011 : Moi et ses ex (téléfilm) : Caroline
- 2012 : RIS police scientifique, saison 7, épisode 3 : Diamant bleu : Sophie Larieu
- 2012 : Toussaint Louverture (Mini-série) de Philippe Niang, saison 1, épisode 2 : Le combat des aigles : Catherine Delambre
- 2016 : La loi de Christophe (téléfilm) :  Christine
- 2018 : Qu'est-ce qu'on attend pour être heureux ?, série d'Anne Giafferi et Marie-Hélène Copti
- 2019 : La loi de Damien d'Arnaud Sélignac : Sophie Lorret

## Théâtre
- 2008 : Oscar de Claude Magnier, adaptation d'Éric Assous, mise en scène de Philippe Hersen
- 2012 : Les belles sœurs, au Grenier Théâtre de Toulouse.
- 2020-2022 : La Puce à l'oreille de Georges Feydeau, au Grenier Théâtre de Toulouse.